# Jerzy (Mandzuranis)
Jerzy, imię świeckie Jeorjos Mandzuranis (ur. 1952 na Naksos) – grecki duchowny prawosławny, od 2008 metropolita Teb i Liwadii.

## Życiorys
Święcenia diakonatu przyjął w 1976, a prezbiteratu w 1982. Chirotonię biskupią otrzymał 28 czerwca 2008.